# Рафенштайн (Німеччина)
Рафенштайн (нім. Ravenstein) — місто в Німеччині, знаходиться в землі Баден-Вюртемберг. Підпорядковується адміністративному округу Карлсруе. Входить до складу району Неккар-Оденвальд.
Площа — 55,99 км2. Населення становить 2938 ос. (станом на 31 грудня 2020).